# Ottomaanse inval op de Balearen (1501)
De Ottomaanse inval op de Balearen vond plaats in 1501 onder de Ottomaanse admiraal Kemal Reis. Deze inval werd gecombineerd met aanvallen op Sardinië en Pianosa (nabij het eiland Elba).
De inval in 1501 op de Balearen volgde op enkele van de vroegste interventies van de Ottomanen in het westelijke Middellandse Zeegebied. Deze interventies waren een reactie op de Val van Granada in 1492 en de hulp die de Nasriden-sultan Mohammed Abu Abdallah, de laatste moslimheerser daar, had gevraagd van het Ottomaanse Rijk in zijn strijd tegen Castilië. Op dit verzoek stuurde de Ottomaanse sultan Bayezid II een vloot onder leiding van Kemal Reis om de Spaanse kust aan te vallen. In 1487 en opnieuw in 1492 toen Granada viel, werd de Ottomaanse vloot gebruikt om vluchtelingen te redden en hen naar de kust van Noord-Afrika te brengen.
Een bijwerking van de overval lijkt te zijn geweest dat een Spaanse zeeman werd gevangengenomen in het bezit van een vroege kaart van Christoffel Columbus.